# Mjölby kraftstation
Mjölby kraftverk eller Mjölby kraftstation är en kraftstation byggd 1925–1927 i Mjölby, vid Svartån i Mjölby kommun i Östergötland.

## Historia
Mjölby kraftverk började byggas 1925 och togs i bruk 1927. Byggnaden i lätt klassicistisk stil är ritad av Eric E. Gustafsson. Lokalen disponeras sedan 1995 av Mjölby konstförening.